# 亞瑟·斯扎普克
亞瑟·斯扎普克（波蘭語：Artur Szalpuk；1995年3月20日—）是一位波蘭排球運動員。他現在效力於波蘭球隊Czarni Radom。他也是波蘭國家男子排球隊的一員。他曾随队参加2018年世界男子排球锦标赛，结果获得冠军。